# Peter Abbelen
Peter Abbelen (ur. 8 sierpnia 1843 roku, zm. 24 sierpnia 1917 roku) – wikariusz generalny Kościoła katolickiego w mieście Milwaukee w stanie Wisconsin w Stanach Zjednoczonych, a następnie kierownik duchowy Zgromadzenia Sióstr Szkolnych de Notre Dame w Milwaukee. Abbelen urodził się w Niemczech, jednak przeprowadził się do Stanów Zjednoczonych.
W 1886 roku Abbelen napisał petycję do Watykanu, żeby ten uznał niemieckojęzyczne parafie katolickie w Stanach Zjednoczonych równoległymi do anglojęzycznych parafii, do których uczęszczali głównie irlandzcy imigranci. Abbelen ubiegał o to po części w celu spowolnienia procesu integracji imigrantów z amerykańskim życiem oraz w przekonaniu, że przybywający tu niemieccy imigranci zachowają swoją dotychczasową wiarę. Kongregacja Rozkrzewiania Wiary nie zaakceptowała jednak jego pomysłu.